# اچ‌ام‌اس ونجنس (۱۷۹۳)
اچ‌ام‌اس ونجنس (۱۷۹۳) (به انگلیسی: HMS Vengeance (1793)) یک کشتی بود. این کشتی در سال ۱۷۹۳ ساخته شد.